# Vankiva kyrka
Vankiva kyrka är en kyrkobyggnad i Vankiva. Den är församlingskyrka i Vankiva församling i Lunds stift.

## Kyrkobyggnaden
Kyrkan är uppförd i sten under 1100-talets slut. Därefter har den byggts till i etapper. I slutet av medeltiden slogs kryssvalv. Tornet fick sin nuvarande utformning på 1850-talet.

### Kyrkobyggnadens historia
Mellan åren 1604 och 1605 stöptes blytak. Därefter hämtades grå och vit kalk av bönderna i Ignaberga för kyrkans reparation och vitkalkning. År 1612 utfördes en brandgata genom Vankiva socken av Gustav II Adolf men han lät Vankiva kyrka vara kvar. Freden 1613 firades och det köptes in en mässkrud och en och halv tolft bräder till vapenhuset. Läktaren byttes ut mot en ny samma år.
Åren 1643, 1700 och 1914 har det pågått krig när man arbetat med kyrkobyggen. Kyrkan tillbyggdes 1643 och 1644 åt vänster sida, vilket benämndes Nykyrkan i närmare 200 år. 1649 blev Nykyrkan färdig. Byggnationen försenades på grund av den svenska ockupationen mot Ulfeldarnas gårdar i Mölleröd och Vankiva.

## Interiör
- Dopfunten dateras till omkring år 1200.
- Triumfkrucifixet är daterat till 1100-talets andra hälft.  Kyrkans 2 klockor. Storklockan från 1100-talet till höger i bild

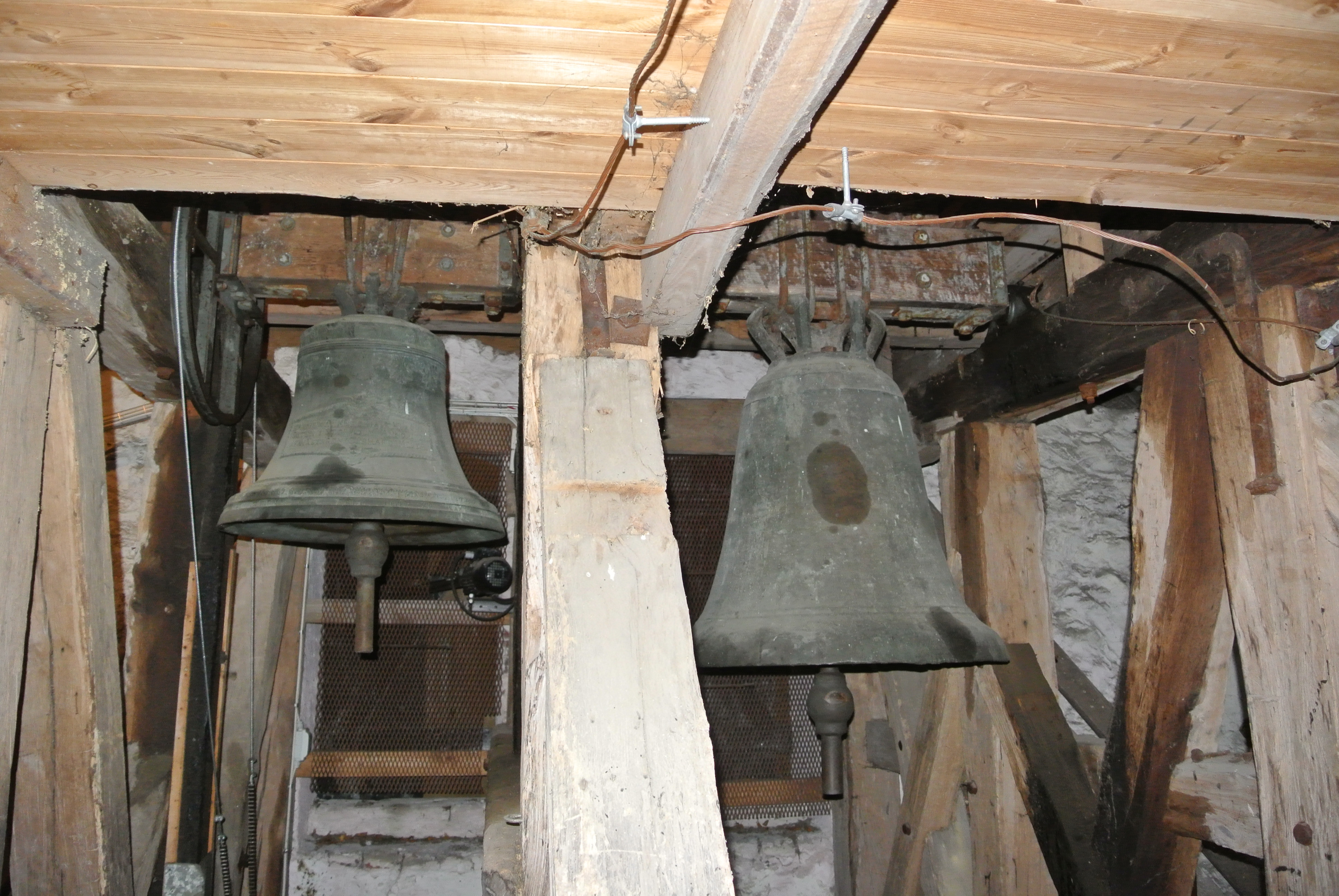
Kyrkans 2 klockor. Storklockan från 1100-talet till höger i bild

- Storklockan är daterad till 1100-talets mitt.
- Predikstolen tillkom 1898.
- Två Jahvetavlor, den ena bakom predikstolen och den andra ovanför innerdörren vid huvudingången.

### Orgel
- 1912 byggde Olof Hammarberg, Göteborg en orgel med 8 stämmor.
- Den nuvarande orgeln byggdes 1962 av A. Mårtenssons Orgelfabrik AB, Lund och är en mekanisk orgel.

| Huvudverk I   | Svällverk II      | Pedal         | Koppel |
| Gedackt 8'    | Rörflöjt 8´       | Subbas 16´    | I/P    |
| Principal 4'  | Gemshorn 4'       | Principal 8'  | II/P   |
| Kvintadena 4' | Täckflöjt 4'      | Nachthorn 4'  | II/I   |
| Blockflöjt 2' | Principal 2'      | Kvintadena 2' |        |
| Mixtur 4 chor | Kvinta 1 1/3'     |               |        |
|               | Crescendosvällare |               |        |